# Gangkhar Puensum
Gangkhar Puensum (Dzongkha གངས་དཀར་སྤུན་གསུམ་,  Kangkar Punsum, alternativno Gangkar Punsum ali Gankar Punzum) je najvišja gora v Butanu in močan kandidat za najvišjo ne preplezano goro na svetu z višino 7570 metrov in višinsko razliko 2995 metrov. Njeno ime pomeni 'Beli vrh treh duhovnih bratov'.
Leži na meji s Tibetom. Po odprtju Butana za alpinizem leta 1983 so potekale štiri ekspedicije, ki so neuspešno poskušale doseči vrh in sicer leta 1985 in 1986. Leta 1999 se je japonska ekspedicija uspešno povzpela na Liankang Kangri, 7535 metrov visok hčerinski vrh (ne samostojna gora), ločen od glavnega vrha z 2 km dolgim grebenom proti severozahodu.

## Zgodovina
Višina Gangkhar Puensuma je bila prvič izmerjena leta 1922, vendar do zadnjih let zemljevidi regije niso bili povsem točni in je bila gora prikazana na različnih lokacijah in z izrazito različnimi višinami. Zaradi neustreznega kartiranja prva ekipa, ki je poskušala na vrh, sploh ni mogla najti gore.
Knjiga britanske ekspedicije iz leta 1986 navaja višino gore 7570 m in piše, da je Gangkhar Puensum popolnoma znotraj Butana, medtem ko je bližnja Kula Kangri popolnoma znotraj Tibeta. Kula Kangri, 7554 metrov, je ločena gora, ki leži 30 km proti severovzhodu in je bila prvič osvojena leta 1986. Različno je označena in opisana tako v Tibetu ali Butanu.
Od leta 1994 je bilo v Butanu prepovedano plezanje na gore nad 6000 metrov zaradi spoštovanja lokalnih duhovnih prepričanj, od leta 2003 pa je bilo gorništvo popolnoma prepovedano . Gangkhar Puensum lahko še nekaj časa obdrži svoj edinstveni status: kateri koli višji neosvojen vrh na svetu je verjetno pomožni vrh, ne pa ločena gora.
Leta 1998 je japonska ekspedicija pridobila dovoljenje kitajskega planinskega združenja za vzpon na goro, vendar je bilo dovoljenje umaknjeno zaradi političnega vprašanja z Butanom. Leta 1999 se je ekipa odpravila iz Tibeta in se uspešno povzpela na 7535 metrov visok hčerinski vrh Liankang Kangri (znan tudi kot Severni Gangkhar Puensum). Za razliko od večine zemljevidov, poročilo ekspedicije kaže, da je vrh v Tibetu in da je meja Tibet – Butan prikazana čez vrh Gangkhar Puensum, ki je opisan kot 'najvišji vrh Butana' z 7570 m. Ta višina je podprta z japonskimi viri, ki temeljijo na kitajskih virih. Butan ga ni izmeril.